# Гладышев, Георгий Павлович
Гео́ргий Па́влович Гла́дышев (19 сентября 1936, Алма-Ата — 28 февраля 2022) — советский и российский физикохимик, доктор химических наук (1966), профессор (1969). Действительный член Российской академии художеств (2013).

## Биография
Окончил химический факультет Казахского государственного университета.
С 1959 по 1962 год обучался в аспирантуре под руководством профессора С. Р. Рафикова, защитил кандидатскую диссертацию «Исследование в области фотоинициированной полимеризации». В 1966 году защитил докторскую диссертацию «Исследование в области полимеризации винильных мономеров при глубоких степенях превращения».
С 1971 года — заведующий лабораторией в Институте химической физики им. Н. Н. Семенова, главный научный сотрудник.
В 1980-х годах по совместительству являлся профессором МВТУ им. Н. Э. Баумана и систематически читал лекции в политехническом институте в г. Алма-Ате.
В 2008—2015 годах читал курсы лекций в казахстанских национальных университетах.
Скончался 28 февраля 2022 года.

## Научная деятельность
Автор работ в области химии высокомолекулярных соединений и физической химии.
Г. П. Гладышев — создатель нового направления в теории открытых систем — иерархической термодинамики. Согласно Гладышеву, трактовка сложной открытой неравновесной термодинамической системы как иерархической структуры упрощает стоящую перед исследователем задачу. Иерархическая термодинамика рассматривает такую систему в виде совокупности соподчиненных подсистем, иерархически связанных расположением в пространстве (структурная или пространственная иерархия) и/или временами релаксации (временная иерархия). Для заданного уровня временной иерархии изучаемая система должна допускать выделение (реальное или мысленное) из занимаемой системой области пространства квазизакрытых подсистем, то есть открытых термодинамических систем, которые на малых временных интервалах можно считать закрытыми. Эволюцию квазизакрытой подсистемы отслеживают по изменению значения удельной энергии Гиббса для закрытой подсистемы. Экспериментальное изучение изменения структуры полимера при его физическом старении качественно и количественно согласуется с теорией эволюции иерархических систем. Для равновесных систем иерархическая термодинамика сводится к обычной химической термодинамике открытых гетерогенных систем.